# リアム・ボイス
リアム・ボイス（Liam Boyce、1991年4月8日 - ）は、北アイルランド・ベルファスト出身のプロサッカー選手。北アイルランド代表。ハート・オブ・ミドロシアンFC所属。ポジションは、フォワード。

## 経歴

### クラブ
地元クラブのクリフトンビルFCでキャリアをスタート。2010年8月、ヴェルダー・ブレーメンに移籍したが、トップチームでの出番は全くなく、リザーブチームで3試合に出場したのみで2012年1月にクリフトンビルに復帰した。
2014年6月、ロス・カウンティFCに移籍。2015年4月のセント・ミレンFC戦で、トップリーグではクラブ史上初となるハットトリックを達成した。2016-17シーズンは23ゴールを挙げリーグ得点王に輝いた。
2017年6月、チャンピオンシップのバートン・アルビオンFCに移籍。しかしそれからわずか1週間後に膝を負傷、2017–18シーズンの大半を棒に振ることになった。
2020年1月、ハート・オブ・ミドロシアンFCに3年半の契約で移籍した。レンジャーズFC戦で移籍後初出場初得点を記録した。

### 代表
U-19年代から北アイルランド代表に選出されている。2011年1月、A代表初招集。2月に開催されるネイションズカップ参加メンバーに登録された。同大会のスコットランド戦で72分にナイアル・マッギンと交代し初キャップ。2017年6月にウィンザー・パークで開催された親善試合・ニュージーランド戦で代表初ゴールを挙げた。

## タイトル
クリフトンビル
- NIFLプレミアシップ: 2012–13, 2013–14
- 北アイルランド・フットボールリーグカップ: 2012–13, 2013–14

ロス
- スコティッシュリーグカップ: 2015–16[13]

個人
- スコティッシュ・プレミアリーグ得点王: 2016-17